# کهنان
کهنان یک روستا در ایران است که در شهرستان نهبندان استان خراسان جنوبی واقع شده‌است. کهنان ۳۷ نفر جمعیت دارد.

## جمعیت
این روستا در دهستان شوسف قرار دارد و براساس سرشماری مرکز آمار ایران در سال ۱۳۸۵، جمعیت آن ۳۷ نفر (۷ خانوار) بوده‌است.